# Albatros C.I
L'Albatros C.I est un biplan biplace de reconnaissance allemand de la Première Guerre mondiale. C'est le premier d’une longue série de biplans biplaces de coopération d’armée.

## Albatros C.I
Cet appareil portant la désignation-constructeur Albatros L.6 était une évolution de l’Albatros B.II apparu début 1915 avec un moteur Benz Bz III de 150 ch, mais surtout une mitrailleuse Parabellum MG14 de 7,5 mm montée sur anneau au poste arrière. Parfois équipé d’un moteur Argus Bernleishing de 170 ch ou Mercedes D III de 160 ch, c’était un appareil maniable et rapide, qui surclassait la plupart des avions alliés alors en service au front. La première victoire attribuée à Oswald Boelcke fut obtenue le 4 juillet 1915 par son observateur, le Lt von Wühlisch. À noter que le fameux pilote Manfred von Richthofen commença aussi sa carrière en juin 1915 comme observateur sur un Albatros C.I au Fliegerabteilung 69.

### Albatros C.Ia
Version de série à moteur Argus As.III de 180 ch, qui atteignait 140 km/h au niveau de la mer.

### Albatros C.Ib
Construit en série par Mercur Flugzeugbau, c’était un biplan d’école équipé d’une double-commande apparu en 1917.

## Albatros C.III
Biplace de reconnaissance dérivé du C.I apparu au front ouest fin 1916. Cet appareil, dont l’envergure était agrandie, se distinguait surtout extérieurement par une nouvelle dérive, arrondie, qui devint la signature de la marque Albatros, mais qui offrait surtout à l’appareil une meilleure maniabilité. Pouvant emporter 90 kg de bombes dans une soute ventrale entre les deux cockpits, il fut équipé dans les dernières séries d’une seconde mitrailleuse, une LMG 08/15 de 7,92 mm synchronisée tirant vers l’avant. Portant la désignation-constructeur Albatros L.10, cet appareil fut construit en très grande série par Albatros Flugzeugwerke, mais aussi sous licence par D.F.W., Hansa-Brandenburg, Linke-Hofmann (en), L.V.G. et Siemens-Schuckert, équipé soit d’un Mercedes D III de 160 ch, soit d’un Benz Bz III de 150 ch. Très polyvalent, le C.III fut utilisé pour l’observation, mais aussi la reconnaissance photographique, le bombardement léger et l’escorte de bombardiers.

### Albatros W.2
Version navale du C.III, dont un seul exemplaire fut construit. 

## Albatros C.IV
Construit en 1916 avec la désignation constructeur Albatros L.12, c’était un prototype combinant un fuselage de C.III avec nouvelle voilure et un moteur Mercedes D III.

## Albatros C.VI
Dérivé du C.III avec moteur Argus As III construit en 1916 avec la désignation-constructeur Albatros L.16 et resté à l'état de prototype.

## Albatros C.VII
Dérivé du C.III avec moteur Benz Bz IV 6 cylindres en lignes, refroidi par liquide construit en 1916. Il avait, par rapport au CIII un moteur plus puissant (200 ch), une envergure de 12,78 m, une longueur de 8,70 m, un poids au décollage de 1 550 kg, il atteignait 170 km/h au niveau de la mer, plafond opérationnel de 5 000 m, une autonomie de 3 h 30. Il était armé de 2 mitrailleuses, et était servi par un équipage de 2 personnes

## Utilisateurs
- Empire allemand : La Luftstreitkräfte utilisa les Albatros C.I et C.III jusqu'à la fin de la guerre. Au début des années 1920 on trouve sur le premier registre aéronautique allemand quatre Albatros L.6, dont les [D-132] et [D-142] exploités par la compagnie aérienne Lloyd Ostflug GmbH en 1920 - 1921, et deux Albatros L.10.
- Autriche-Hongrie : L'aviation militaire impériale a également utilisé l'Albatros C.I, dans une version modifiée portant la désignation-constructeur Albatros L-7.
- Lituanie : 11 C.Ib et 11 C.III ont été utilisés par ce pays après la Première Guerre mondiale, jusqu’à 1930.
- Pologne : La toute jeune aviation polonaise a utilisé après la Première Guerre mondiale 49 Albatros C.I et 15 Albatros C.III.
- Bulgarie : La toute jeune aviation a utilisé après la Première Guerre mondiale 3 Albatros-F2, mod 1911 et 18 Albatros C.III.